# Sylva Née
Sylva Née er en ivoriansk håndboldspiller.

## Klubber
- Saint-Étienne Andrézieux HB